# 愛爾蘭國務委員會2004年會議
愛爾蘭國務委員會在2004年12月21日舉行會議，目的是忠告愛爾蘭總統是否應該將愛爾蘭國會通過的2004年健康(修正)第二號法案提交到愛爾蘭最高法院。

## 召開會議原因
根據愛爾蘭憲法，愛爾蘭總統有權利把愛爾蘭國會通過的法案提交到愛爾蘭最高法院，以便審查其法案是否違反愛爾蘭憲法。但是在提交法案之前，總統必須召開國務委員會會議和聽取忠告。國務委員會的忠告沒有法律約束力，總統不需要跟隨國務委員會的忠告。
在2004年12月，愛爾蘭政府被發現非法地由某些領退休金者和其他住在老人院的長期病患者收取費用多年。2004年健康(修正)第二號法案將會令所有過去、現在和未來收取的費用合法。
這個法案具有爭議，因為它違反了禁止法律追溯權，和它會防止年長公民起訴愛爾蘭政府以取回費用。愛爾蘭最高法院亦表明這法個法案會違反愛爾蘭憲法第43條保護私人財產的條文。

## 會議
以下人士出席會議：

### 官員
- 總理伯蒂·埃亨
- 副總理瑪麗·哈尼
- 國會下議院議長羅利·奧漢龍
- 國會上議院主席羅利·基利
- 最高法院首席大法官約翰·美利
- 高等法院主席約瑟·佛尼根
- 律政司羅利·白尼迪

### 前官員
- 前總統帕特里克·希勒里
- 前總統瑪麗·羅賓遜
- 前總理約翰·阿洛伊西斯·科斯特洛
- 前總理加勒特·菲茨傑拉德
- 前總理艾伯特·雷諾茲
- 前總理約翰·布魯頓
- 前最高法院首席大法官托瑪斯·芬尼
- 前最高法院首席大法官羅蘭·堅

### 「總統七人組」
- 夏衛·碧卡上校
- 安娜斯塔西亞·介利
- 瑪麗·戴維斯
- 馬丁·曼沙
- 安達·瑪連
- 丹尼斯·莫隆尼教授
- Daráine Mulvihill

### 缺席
前總理查爾斯·豪伊因病缺席

## 忠告和結果
會議歷時一小時，忠告是：
- 愛爾蘭總統應該把由愛爾蘭國會通過的2004年健康(修正)第二號法案提交到愛爾蘭最高法院。

第二天，總統瑪麗·麥亞烈斯把2004年健康(修正)第二號法案提交到最高法院。
在2月16日，最高法院裁決：該法案違憲，總統不可以簽署法案成為法律。